# آی‌ان‌اس سیندوویجای (اس۶۲)
آی‌ان‌اس سیندوویجای (اس۶۲) (به انگلیسی: INS Sindhuvijay (S62)) یک زیردریایی است که طول آن ۷۲٫۶ متر (۲۳۸ فوت) می‌باشد. این زیردریایی در سال ۱۹۹۰ ساخته شد.